# Stefan Read
Pour les articles homonymes, voir Read.
Stefan Read (né le 7 mai 1987 à Edmonton) est un sauteur à ski canadien. Il est le neveu de Ken Read.
Il se retire après les Jeux olympiques de Vancouver 2010.

## Palmarès

### Jeux olympiques
| Épreuve / Édition | Turin 2006 | Vancouver 2010 |
| Petit tremplin    | 42e        |                |
| Grand tremplin    | 30e        | 46e            |
| Par équipes       | 15e        | 12e            |

### Championnats du monde
| Épreuve / Édition | Sapporo 2007 | Liberec 2009 |
| Petit tremplin    | 37e          | 42e          |
| Grand tremplin    | 44e          |              |
| Par équipes       | 12e          |              |

### Coupe du monde
- Meilleur classement général : 65e en 2006.
- Meilleur résultat individuel : 23e.